# Abbazia di Vauclair
L'abbazia di Vauclair è un'ex abbazia cistercense situata nel comune di Bouconville-Vauclair, nel dipartimento dell'Aisne in Francia.
Le rovine dell'abbazia si trovano circa 17 km a sudest della città di Laon nella valle del fiume Ailette.
L'abbazia fu fondata da Bernardo di Chiaravalle nel 1134 e fu smantellata nel 1798 nel corso della Rivoluzione francese.
Situata ad un estremo del Chemin des Dames durante la prima guerra mondiale si trovò in area di combattimento e venne quasi completamente distrutta dal fuoco dell'artiglieria.